# Тейк 2
Тейк 2 (англ. Theik 2) — індіанська резервація в Канаді, у провінції Британська Колумбія, у межах регіонального округу Каувічен-Велі.

## Населення
За даними перепису 2016 року, індіанська резервація нараховувала 36 осіб, показавши зростання на 16,1%, порівняно з 2011-м роком. Середня густина населення становила 106,3 осіб/км².

## Клімат
Середня річна температура становить 9,9°C, середня максимальна – 20,7°C, а середня мінімальна – -1,6°C. Середня річна кількість опадів – 1 170 мм.
| Клімат поселення                              | Клімат поселення | Клімат поселення | Клімат поселення | Клімат поселення | Клімат поселення | Клімат поселення | Клімат поселення | Клімат поселення | Клімат поселення | Клімат поселення | Клімат поселення | Клімат поселення | Клімат поселення |
| Показник                                      | Січ.             | Лют.             | Бер.             | Квіт.            | Трав.            | Черв.            | Лип.             | Серп.            | Вер.             | Жовт.            | Лист.            | Груд.            |                  |
| Середній максимум, °C                         | 8,07             | 9,51             | 11,25            | 13,59            | 16,81            | 19,53            | 20,34            | 20,70            | 17,92            | 13,36            | 9,32             | 6,65             |                  |
| Середня температура, °C                       | 3,24             | 4,69             | 6,42             | 8,77             | 12,00            | 14,70            | 17,07            | 17,44            | 14,67            | 10,10            | 6,07             | 3,39             |                  |
| Середній мінімум, °C                          | −1,59            | −0,15            | 1,60             | 3,93             | 7,15             | 9,88             | 13,82            | 14,19            | 11,42            | 6,86             | 2,82             | 0,13             |                  |
| Норма опадів, мм                              | 203              | 122              | 112              | 69               | 46               | 35               | 22               | 30               | 33               | 108              | 197              | 193              |                  |
| Середньомісячна швидкість вітру, м/с          | 3.57             | 3.41             | 3.52             | 3.47             | 3.40             | 3.42             | 3.28             | 2.97             | 2.65             | 2.88             | 3.54             | 3.63             |                  |
| Середньомісячна сонячна радіація, кДж/м²·день | 3202             | 6049             | 9873             | 14743            | 18509            | 19916            | 21123            | 18093            | 13213            | 7104             | 3597             | 2570             |                  |
| --------------------------------------------- | ---------------- | ---------------- | ---------------- | ---------------- | ---------------- | ---------------- | ---------------- | ---------------- | ---------------- | ---------------- | ---------------- | ---------------- | ---------------- |
| Джерело:                                      |                  |                  |                  |                  |                  |                  |                  |                  |                  |                  |                  |                  |                  |